# Таурагнелис
Таурагнелис (лит. Tauragnėlis) — небольшое озеро в восточной части Литвы, расположенное на территории Утенского района. Находится в южной части района, недалеко от границы с Игналинским. Расстояние до Утены составляет 28 километров. Длина озера с северо-запада на юго-восток 0,44 км, ширина до 0,14 км. Площадь Таурангелиса — 0,036 км². Длина береговой линии составляет 1,11 км. Озеро мелкое, летом может пересыхать. Через Таурагнелис протекает река Таурагна, впадающая в озеро Пакасас.